# 米娜·哈里斯
米納克什·阿什利·哈里斯（英語：Meenakshi Ashley Harris，1984年10月20日—）是一位美國律師、作家及戲劇製片人。她因製作音樂劇《奇怪的循環》獲得東尼獎，並憑藉《薩福斯》獲得提名。她於2020年出版了首部兒童繪本《卡瑪拉與瑪雅的大創意》，由哈珀柯林斯旗下的 Balzer + Bray 發行，該書基於其母親馬婭·哈里斯和姨母、前美國第49任副總統賀錦麗的故事改編。
2017年，哈里斯發起了“非凡女性行動”運動，該運動旨在通過個性化時尚來支持慈善事業。

## 早年生活和教育
哈里斯於1984年10月20日出生。她的母親馬婭·哈里斯是單親媽媽，隨母姓，其生父身份尚未公開。馬婭·哈里斯在17歲時生下哈里斯，後來成為律師和政策專家。她的姨母賀錦麗是美國第49任副總統。哈里斯的外祖母沙亞馬拉·戈帕蘭是一位印裔美國癌症研究員和民權活動家，而外祖父唐納德·哈里斯則是史丹佛大學的牙買加裔美國經濟學名譽教授和民權活動家。
哈里斯畢業於奧克蘭主教奧多德高中。她於2006年獲得史丹佛大學學士學位，並於2012年獲得哈佛法學院法學博士學位。

## 個人生活
哈里斯於2014年與尼科拉斯·阿贾古（Nikolas Ajagu）結婚。這對夫婦育有兩名女兒。

## 出版物
- . Balzer + Bray imprint of HarperCollins. 2020. ISBN 978-0062937407.
- . Little, Brown Books for Young Readers. 2021. ISBN 978-0316229692.
- . Little, Brown Books for Young Readers. 2023. ISBN 978-0316354493.

## 外部連結
- 米娜·哈里斯在互联网电影资料库（IMDb）上的資料（英文）
- 互聯網百老匯資料庫（IBDB）上米娜·哈里斯的資料（英文）